# Fakultet humanističkih znanosti Karlovog sveučilišta u Pragu
Fakultet humanističkih znanosti Karlovog sveučilišta (Fakulta humanitních studíu Univerzity Karlovy, FHS UK) je fakultet Karlova sveučilišta u Pragu, Češka Republika. Njegov glavni fokus su humanističke znanosti te društvena i kulturna antropologija, uključujući etnomuzikologiju. Smješten u Libeň, Prag 8, fakultet ima 240 članova fakulteta i oko 2500 studenata.

## Galerija
- Stara zgrada
- Nova zgrada

## Odjeli
|                                             | Na češkom                                |
| ------------------------------------------- | ---------------------------------------- |
| Odjel za filozofiju                         | Katedra filosofie                        |
| Odsjek za povijesne znanosti                | Katedra historickich véd                 |
| Odjel za jezike i književnost               | Katedra jazyků a literatury              |
| Odsjek za primijenjene društvene znanosti   | Katedra aplikovaných sociálních věd      |
| Odjel za psihologiju i znanosti o životu    | Katedra psihologije a věd o životě       |
| Odjel za socijalnu i kulturnu antropologiju | Katedra sociální a kulturní antropologie |
| Odjel za sociologiju                        | Katedra sociologie                       |
| Odsjek za teoriju umjetnosti i umjetnina    | Katedra teorie umění a tvorby            |
| Ured za doktorske studije                   | Pracoviště doktorských studija           |